# سيدي هجرس
سيدي هجرس بلدية تابعة لدائرة عين الحجل ولاية المسيلة تقع بين مدينة المسيلة وعين الحجل، على الطريق رقم 40، يقطنها حوالي 9000 نسمة، وتبلغ مساحتها 552 كلم.2

## التسمية
يعودُ السبب الرئيس لتسميتها بهذا الاسم نسبةً إلى سيدي هجرس الولي الصالح المعروف بورعه وحسن سيرته، المنحدر من سلالة الادارسة.[بحاجة لمصدر]

## العروش
هناك ثمانية عروش وهم 
- أولاد تواتي
- اولاد سيدي خربوش
- اولاد عيشة
- اولاد عمرة
- اولاد عيسى
- اولاد علي بن زميت
- اولاد ثاقب
- اولاد محاد بن سعيد